# Kosztadin Kosztadinov
Kosztadin Sztefanov Kosztadinov (bolgárul: Костадин Стефанов Костадинов, Plovdiv, 1959. június 25. – ) bolgár válogatott labdarúgó.

## Pályafutása

### Klubcsapatban
Pályafutása nagy részét szülővárosa csapatánál, a Botev Plovdivnál töltötte, melynek színeiben több mint 350 mérkőzésen lépett pályára. 1987 és 1988 között Portugáliában játszott a Braga együttesében. 1989 és 1990 között pedig a görög Dóxa Drámasz csapatát erősítette. 

### A válogatottban
1979 és 1986 között 44 alkalommal szerepelt a bolgár válogatottban és 8 gólt szerzett. Részt vett az 1986-os világbajnokságon.

## Sikerei, díjai
Botev Plovdiv
- Bolgár kupagyőztes (1): 1980–81